# Thilo von Trotha (Bischof)

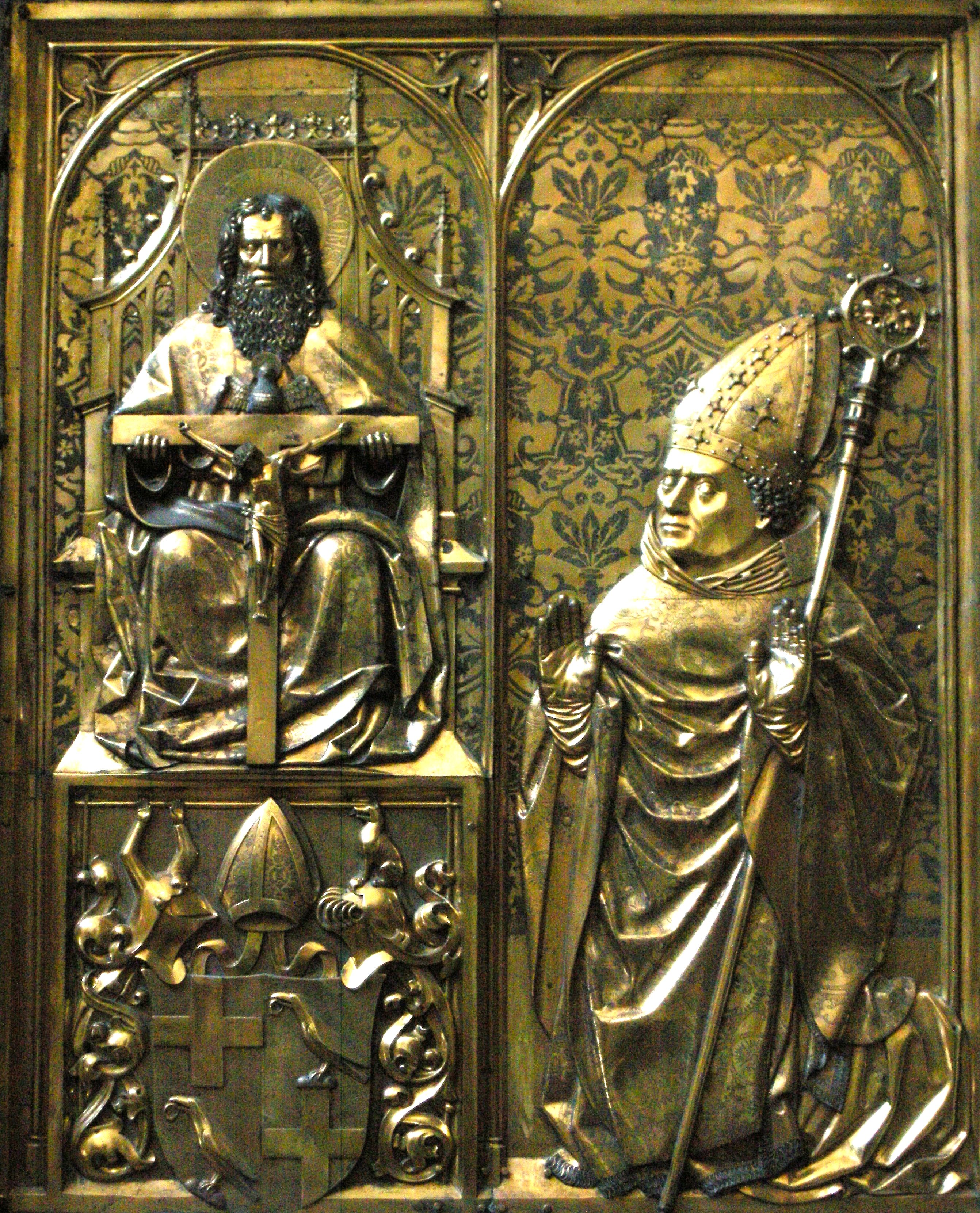
Bischof Thilo von Trotha, Epitaph im nördlichen Flügel des Querhauses

Thilo von Trotha (* 1434 oder 1435 vermutlich in Trotha, heute ein Stadtteil von Halle (Saale); † 5. März 1514 in Merseburg) war Bischof von Merseburg und als solcher zugleich Kanzler der Universität Leipzig. Er ließ das Schloss Merseburg neu errichten und den Merseburger Dom zu einer spätgotischen Hallenkirche umbauen. Thilo von Trotha gilt als bedeutender deutscher Bischof des Spätmittelalters, der im Verhältnis zwischen den wettinischen Landesherren, dem Erzbischof von Magdeburg sowie dem Kaiser eine wichtige Rolle einnahm.

## Abstammung, Ausbildung und erste Spuren

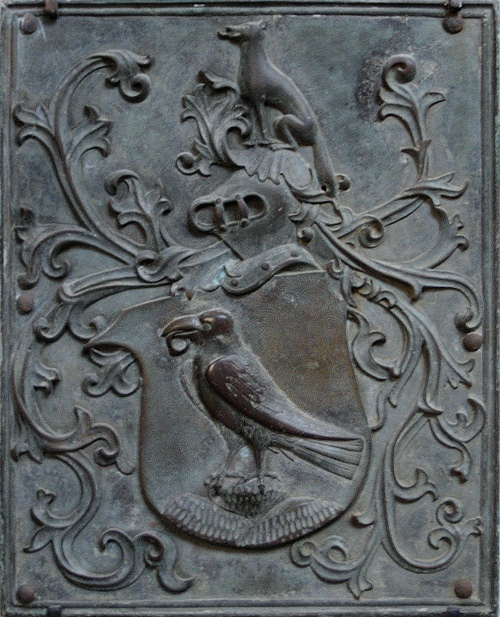
Wappentafel vom Grabmal des Nikolaus von Trotha im Merseburger Dom

Thilo von Trotha war der zweite Sohn Thilo von Trothas des Älteren, der ab 1424 Marschall und ab 1459 Obermarschall des Erzstifts Magdeburg war. Die aus dem Saalkreis stammende Adelsfamilie von Trotha hatte im 14. Jahrhundert einen Wohnhof im Dorf Trotha bei Halle, verließ diesen aber nach 1450. Thilos Vater verfügte seit den 1430er Jahren über Besitzungen am Petersberg, war seit 1439 zusammen mit seinem Bruder Hermann im Besitz der Burg Wettin und spätestens seit 1451 auch der Burg Krosigk.:37–39 Als Geburtsort Thilos von Trotha kommt daher am ehesten das Dorf Trotha oder ein Ort am Petersberg in Frage. Thilo von Trotha hatte 5 Brüder: Nikolaus († 1497), der Älteste, erwarb 1477 die Burg Schkopau und ist Stammvater der Älteren Schkopauer Linie der Trothas; Friedrich († 1503), als Dritter geboren, begründete die Wettiner Linie der Trothas, folgte seinem Vater als Oberhofmarschall in Magdeburg nach, 1476 begleitete er Herzog Albrecht den Beherzten auf der Pilgerreise ins Heilige Land.
Der Viertgeborene Hans von Trotha wurde im südwestdeutschen Wasgau als Marschall der Kurfürsten von der Pfalz bekannt und ist heute als „Hans Trapp“ Gegenstand regionaler Sagen. Die beiden jüngsten Brüder Kurt († vor 1515) und Hermann († vor 1472) treten nicht weiter hervor.:128:38–39
Wie im Adel üblich, war für Thilo von Trotha als Zweitgeborenen die Laufbahn eines Geistlichen vorgesehen. Erstmals als Person fassbar wird er im Wintersemester 1448 durch seine Immatrikulation als „Thylemannus de Trota“ an der Universität Leipzig, wo er im Sommersemester 1453 den Grad eines Baccalarius erlangte. Anschließend ging er mit anderen deutschen Studenten, darunter der spätere Magdeburger Domherr Ernst Nicolaus von Ammendorf, nach Italien, wo er 1455 und 1456 an der Universität Perugia und anschließend Kirchenrecht in Siena studierte. Thilo ist dort sehr wahrscheinlich mit der humanistischen Bildungsbewegung in Berührung gekommen.:151 In dieser Zeit weilte Thilo längere Zeit in Rom und bemühte sich um Anwartschaften auf Pfründen in seiner Heimat, die von der Kurie vergeben wurden und vor Ort in Deutschland gegen andere Mitbewerber durchgesetzt werden mussten.
Bereits 1455 erhielt er die Anwartschaft für Kanonikate an den Domen von Magdeburg und Halberstadt. Dass er diese Provision als Motu proprio erhielt, zeigt seine besondere Nähe zum Papst und zur Kurie.
1458 bekam er in Merseburg eine Domherrenstelle mit kleiner Pfründe, gleichzeitig scheint er auch eine Domherrenstelle in Magdeburg und Halberstadt innegehabt zu haben. 1459 war er vermutlich als Rechtsvertreter des Magdeburger Domkapitels in Rom tätig und wurde dort 1460 zum Subdiakon geweiht. Dank kurialer Unterstützung erhielt er 1463 das Amt des Magdeburger Dompropstes, das einträglichste Amt des Magdeburger Domkapitels, und wurde am 15. Februar 1464 vereidigt. „Innerhalb kürzester Zeit konnte sich Thilo von Trotha einträgliche Pfründen erlangen. Stets wurde ihm der Weg in höhere Ämter geebnet und durch seine Beziehungen zur päpstlichen Kurie unterstützt. … Die Beziehungen nach Rom und die Vernetzungen vor Ort garantierten ihm eine rasche Karriere.“:39–41

## Bischof von Merseburg
Am 21. Juli 1466 wurde Thilo vom Domkapitel mehrheitlich zum 41. Bischof von Merseburg gewählt. Für die päpstliche Bestätigung der Bischofswahl reiste er selbst nach Rom; am 26. September 1466 erhielt er die Bestätigung und zwei Tage darauf die päpstliche Erlaubnis zur Bischofsweihe. Bei diesem Rombesuch, dem letzten bis 1480, wurde er auch Mitglied der Animabruderschaft. Die Bischofsweihe zelebrierte Erzbischof Johann von Magdeburg am 8. März 1467 in Merseburg. Der lange Zeitraum zwischen Wahl und Weihe lässt vermuten, dass es Widerstände gegen Thilos Wahl gab.
Zum Empfang der Regalien des Hochstifts Merseburg war Thilo zum Reichstag 1471 in Regensburg geladen. Er ließ sich durch einen „ehrbaren Botschafter“ vertreten. Kaiser Friedrich III. stellte am 13. August 1471 in Regensburg die Lehnsurkunde für Thilo aus und verband sie mit der Verpflichtung, den Lehnseid im kaiserlichen Namen in die Hände des Kurfürsten Ernst von Sachsen zu leisten; dazu reiste Thilo im September nach Dresden. Auf der Rückseite der betreffenden Urkunde vermerkte er eigenhändig, dass der Belehnungsakt zw Dreßeden in der ratsstuben am 12. September 1471 erfolgt sei. Dass diese Belehnung ohne Feierlichkeit und ohne repräsentative Öffentlichkeit stattfand, muss als eine arge Zurücksetzung des Bischofs gewertet werden.:174„Dies wirft ein bezeichnendes Licht auf die immer wieder betonte Reichsunmittelbarkeit des Hochstifts Merseburg.“:42
1495 beantragte Thilo von Trotha beim neuen Reichsoberhaupt Maximilian I. die erneute Belehnung, die neue Urkunde wurde am 29. Mai 1495 ausgestellt, den Eid durfte diesmal der Vertreter Thilos leisten.:182

### Thilo von Trotha als geistlicher Oberhirte

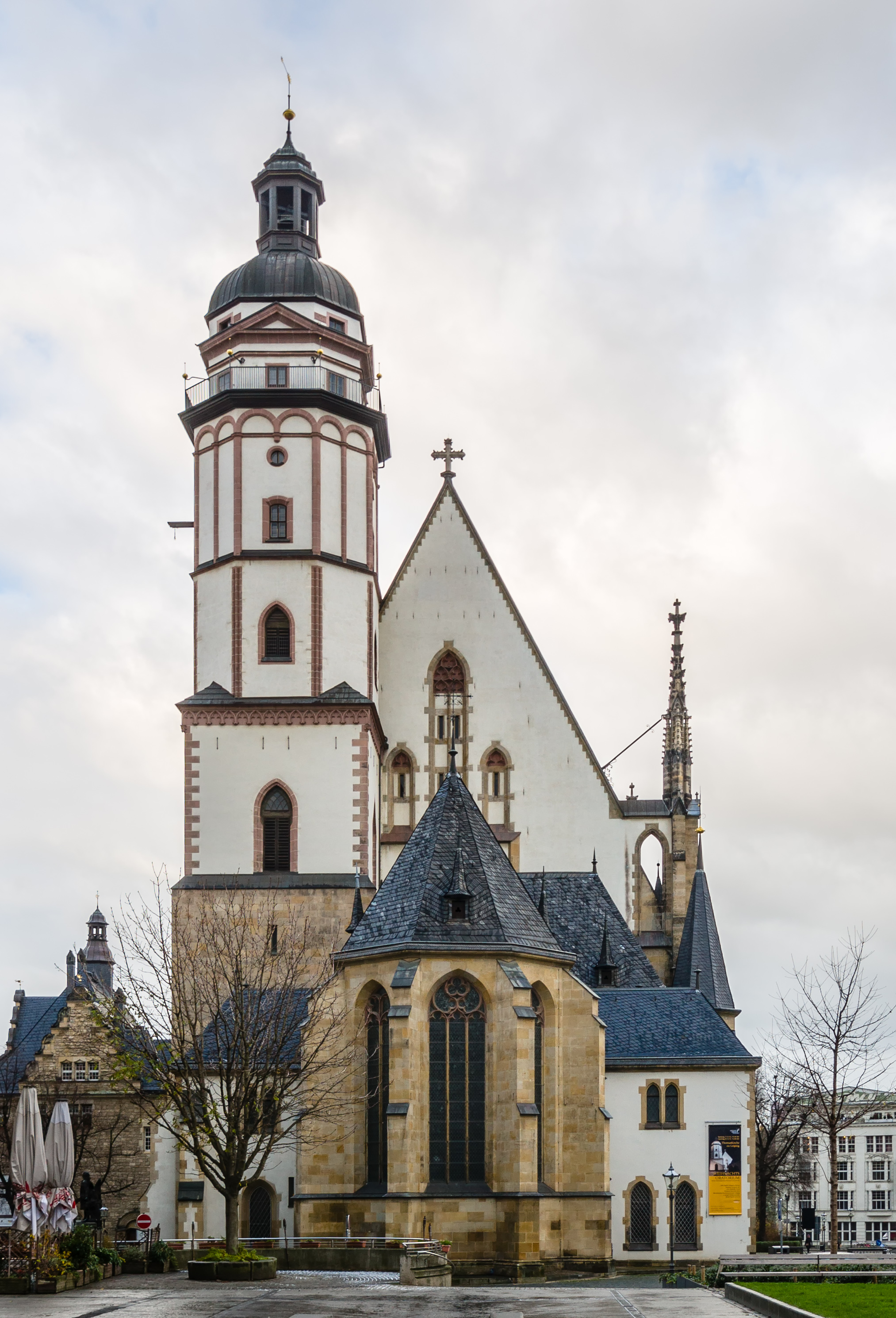
Thomaskirche Leipzig

Zu Thilos kirchlichen Pflichten gehörten die Ordination der Geistlichen, die Weihe von Kirchen und Altären, die kirchliche Gerichtsbarkeit, die Aufsicht über Vermögen, Personal und Einrichtungen der Kirchen seines Bistums, die Entscheidung über Stiftungen, Schenkungen und Verkäufe sowie die Bewilligung von Ablässen. Die bischöfliche Verwaltung hatte nur wenige Mitarbeiter. In der geistlichen Gerichtsbarkeit wurde Thilo von den fünf Archidiakonen unterstützt, die den Amtsbezirken vorstanden. Die bischöfliche Kanzlei führte Bücher über die Verwaltung der Pfründen, und der Bischof überwachte sehr genau seine Rechte bei der Besteuerung des Klerus.:272–273 Gegen Ende des 15. Jahrhunderts entfaltete sich in den Orten des Bistums Merseburg ein regelrechter Kirchenbauboom, die Weihe der Kirchen nahm Bischof Thilo meist selbst vor.:277–278 1496 weihte Thilo die seit 1482 wieder aufgebaute Thomaskirche in Leipzig.
Priesterbildung und Lehrautorität: Über die Verleihung der Weihen an Geistliche ließ Bischof Thilo ein Weihebuch führen, um die Weihevoraussetzungen genau zu prüfen und Missbrauch zu verhindern. Das Weiheexamen vor einer Personenweihe führte Thilo meist selbst durch und nutzte es als Mittel zur Überprüfung der Klerikerbildung.:275–277 1493 weihte Thilo den Leipziger Dominikaner Johann Tetzel zum Priester. Als Ablassprediger gab Tetzel später den Anstoß zum Thesenanschlag Martin Luthers an der Schlosskirche zu Wittenberg.:52
Es sind nur wenige Fälle bekannt, in denen sich Thilo unter Berufung auf seine Lehrautorität an der Disziplinierung von Häretikern beteiligte. Eine heftige Debatte über die politische Instrumentalisierung kirchlicher Gnaden hatte sich 1490 an antihussitischen Begründungen von Fastendispensen entzündet. Thilo beteiligte sich am Vorgehen Herzog Georgs gegen den Wortführer dieser Debatte, den Leipziger Professor und Merseburger Domherren Johann von Breitenbach, und unterwarf dessen Schriften der Zensur.:311–312
Wettinisches Kirchenregiment: Gegenüber dem wettinischen Kirchenregiment zeigte sich Thilo kooperationsbereit und konnte daher in kritischen Fällen auch auf die Unterstützung der Landesherren zählen. Der Einfluss der Wettiner war in Merseburg geringer als in Meißen. Das Merseburger Domkapitel rekrutierte sich überwiegend durch Kooptation aus dem Adel des Stiftsgebietes. Das Verhältnis Thilos zu seinem Domkapitel war nicht konfliktfrei, aber stabil. Im bischöflichen Rat waren seine Brüder Nikolaus und Friedrich vertreten, Nikolaus war zugleich Amtmann in Lauchstädt.:38 Thilo folgte in seinem Handeln einem gewissen Pragmatismus, d. h. er suchte Aufwand und Nutzen in einem ausgewogenen Verhältnis zu halten.:267–268
Kirchliche Reformen: Wie die Reichsbischöfe des 15. Jahrhunderts allgemein, so agierte auch Thilo in einem Feld mehr oder weniger umfassender Reformversuche, die das Konzil von Basel (1431–1449) beschlossen hatte. Dazu gehörten die synodale Gesetzgebung auf jährlich abzuhaltenden Diözesansynoden und regelmäßige Klostervisitationen.:261 Während der langen Amtszeit Thilos verstärkte sich der Einfluss des Magdeburger Erzbischofs Ernst von Sachsen, der als der wohl aktivste Reformer unter den mitteldeutschen Bischöfen seiner Zeit galt und der starken Einfluss auf den mit ihm befreundeten Merseburger Bischof ausübte.:167–168 Diözesansynoden, die der Umsetzung päpstlichen Rechts und der Disziplinierung des Klerus dienten und Statuten für das Bistum erließen, sind in Merseburg nicht belegt. Bischof Thilo arbeitete zunächst mit den Statuten des Erzbistums Magdeburg und erließ 1482 und 1500 weltliche Ordnungen für sein Bistum nach dem Muster der wettinischen Landesordnung.
Klostervisitationen: Die wettinischen Landesherren veranlassten, dass Papst Innozenz VIII. 1484 die Bischöfe von Meißen und Merseburg mit der Visitation aller Klöster in Sachsen und Thüringen beauftragte, Kardinallegat Raimund Peraudi bestätigte 1503 diesen Auftrag. Thilo folgte dieser Initiativen der Wettiner, setzte aber auch eigene Akzente, wie die eigenständige Visitation des Augustiner-Chorherrenstifts St. Thomas in Leipzig. Bald nach Thilos Amtsantritt kam es zum Konflikt mit dem Merseburger Peterskloster. Dessen Abt, Heinrich von Homburg, bestritt die bischöflichen Herrschaftsrechte über einige Dörfer und die Visitationsrechte über das Kloster, das 1457 der Bursfelder Kongregation beigetreten war und sich bei der Kurie um Exemtion bemühte. Vermittlungsversuche des wettinischen Landesherrn und des Magdeburger Erzbischofs scheiterten am Widerstand Thilos, der hartnäckig um sein Visitationsrecht und die Kontrolle über die Wirtschaftsführung des Klosters kämpfte. Der Streit und ein vom Abt angestrengter Prozess in Rom zogen sich bis 1481 hin. Eine ähnliche Auseinandersetzung gab es zwischen 1485 und 1492 mit dem Kloster Pegau.:278–289
Normierung der Liturgie: Zu den wichtigsten Aufgaben eines Bischofs gehörte es, für die korrekte und einheitliche Gestaltung der liturgischen Handlungen in seinem Bistum zu sorgen. Bischof Thilo erkannte als einer der ersten in Mitteldeutschland, dass die von Johannes Gutenberg 1450 in Mainz erfundene Technik des Buchdrucks mit beweglichen Lettern neue Möglichkeiten eröffnete, verbindliche Vorlagen in ausreichender Zahl herzustellen. Bereits 1473 unterstützte er die Ansiedlung des Buchdruckers Lucas Brandis in Merseburg und machte die Stadt damit zu einem frühen Druckort. Lukas Brandis druckte in Merseburg im Auftrag Thilos einen Psalter, der im Bistum verteilt werden sollte. Ende des Jahres ging Brandis nach Lübeck, 1479 ließ sich der Drucker Marcus Brandis, wahrscheinlich ein Bruder von Lukas, in Merseburg nieder. Er druckte für den Bischof die Agende Merseburgensis, eine Übersicht über die liturgischen Handlungen im Bistum Merseburg. Ab 1481 war Markus Brandis der erste Drucker in Leipzig und druckte 1483 für Thilo das Breviarium Merseburgense. 1490 ließ Thilo bei Ulrich Zell in Köln ein Brevier, und schließlich bei Melchior Lotter in Leipzig 1502 das Merseburger Missale und 1504 ein zweibändiges Brevier drucken.
Religiöse Bruderschaften: Im Bistum Merseburg bildeten sich im 15. Jahrhundert zahlreiche religiöse Bruderschaften, zunächst unter den Geistlichen: Kalandbruderschaften in Pegau (schon 1361), 1430 in Grimma, 1461 in Borna, 1462 in Merseburg, 1468 in Lützen und Geithain, 1503 in Deuben, Markranstädt und an der Leipziger Nikolaikirche. 1503 entstand in Merseburg eine Niederlassung der Brüder vom gemeinsamen Leben, die sich rasch zu einem Zentrum der devotio moderna entwickelte. Während Thilos Amtszeit entstanden an mehreren Orten auch egalitäre Laienbruderschaften, die misstrauisch beobachtet und kontrolliert wurden. „Vermutlich hatte auch Thilo erkannt, dass sich die Klerus- und Laiengemeinschaften als Instrument zur Disziplinierung des religiösen Alltags nutzen ließen.“:306
Ablässe: Die Ablassfrömmigkeit befand sich um 1500 auf einem Höhepunkt: Es gab ein großes Angebot an päpstlichen und bischöflichen Ablässen und ein starkes Verlangen der Gläubigen nach Ablässen. Landesherren wie Bischöfe förderten Ablässe, soweit sie dem eigenen Machtbereich zugutekamen, und bemühten sich, auswärtige Ablässe zu verhindern. Bischof Thilo kooperierte auch in dieser Hinsicht mit den Landesherren. Die Genehmigung und Kontrolle der Ablässe, die eine wichtige Einnahmequelle des Bistums waren, machte einen erheblichen Teil der bischöflichen Verwaltungstätigkeit aus.:306–313

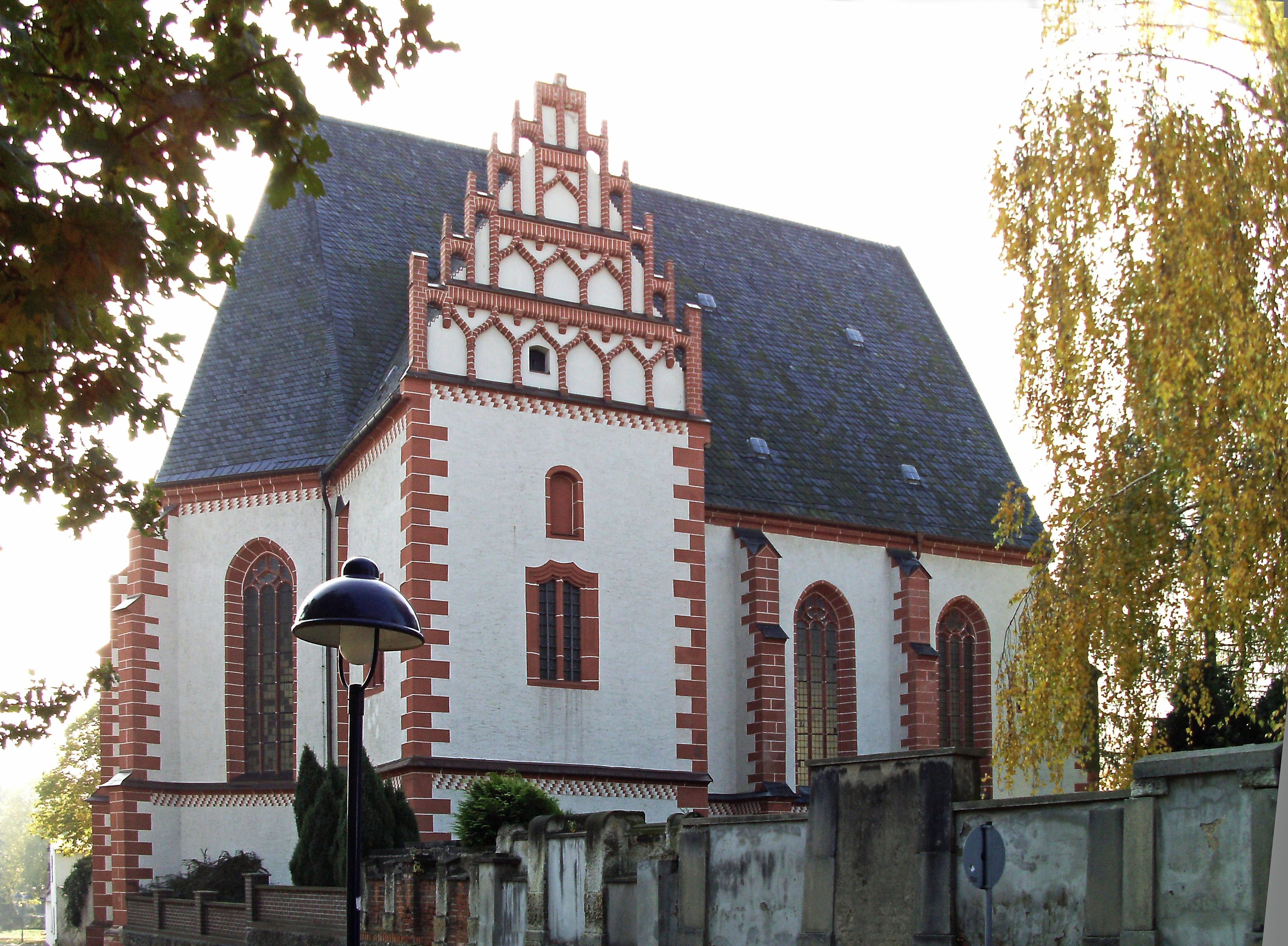
Marienkirche Rötha, Baubeginn 1510

Neue Wallfahrtsorte: Während der Amtszeit Bischof Thilos entstanden im Bistum Merseburg drei neue Wallfahrtsorte: die Marienkapelle in Eicha, die Marienkapelle in Rötha und die Heilig-Kreuz-Kapelle in Ölschwitz. Aufgabe des Bischofs war es, die Kultstätten kirchenrechtlich und materiell dauerhaft zu sichern. Die Auseinandersetzungen in Eicha stehen beispielhaft für dabei auftretende Konflikte. Als die örtlichen Grundherren 1473 eine Kapelle errichten wollten, gab der Bischof seine Zustimmung erst nach langwierigen Verhandlungen über die Verteilung der Opfergelder. Kurfürst Friedrich der Weise wollte nach einem Besuch in Eicha 1489 den Wallfahrtsort aufwerten und veranlasste 1490 die Errichtung eines Antoniterklosters, dem die Wallfahrtskapelle unterstellt und damit Thilos Zuständigkeit entzogen werden sollte. Thilo wehrte sich vehement dagegen und strengte 1499 einen Prozess in Rom an. Erst 1509 kam es zu einer Einigung, Thilo verzichtete auf seine Ansprüche an der Kapelle und erhielt dafür 1000 Gulden. Langwierige Auseinandersetzungen über die Verteilung der Einnahmen begleiteten auch die 1502 entstandene Marienwallfahrt in Rötha.:313–319
Entlastung durch einen Koadjutor: Unter Hinweis auf sein hohes Alter bat Thilo 1505 um die Bestellung eines Koadjutors. Bei der Wahl durch das Domkapitel konnte Thilo seinen Wunschkandidaten, den reformorientierten Magdeburger Dompropst Adolf von Anhalt, gegen den albertinischen Kandidaten Sigismund Pflug durchsetzen. Die Wahl wurde erst 1507 vom Papst bestätigt. 1514 trat Adolf von Anhalt die Nachfolge Thilo von Trothas an.:270–271

### Thilo von Trothas Verhältnis zu den Wettinern
Thilos Herrschaftsgebiet, das Hochstift Merseburg, grenzte im Osten und Süden an wettinische Territorien, im Westen an die Herrschaft Querfurt und die Grafschaft Mansfeld, im Norden an das Erzbistum Magdeburg, an dessen Spitze von 1476 bis 1513 mit Ernst II. von Sachsen ebenfalls ein Wettiner stand.
„Der politische Handlungsrahmen Bischof Thilos wurde definiert von den Polen einer tradierten Reichsstandschaft des Merseburger Bischofs mit eigener Landesherrschaft im Hochstift einerseits und dessen faktischer Mediatisierung unter wettinischer Schutzherrschaft andererseits. Während die Machtfrage am Ausgang des 15. Jahrhunderts eindeutig zugunsten der Wettiner geklärt war und das Hochstift zunehmend in den sächsischen Territorialstaat hineinwuchs, blieben die verfassungsrechtlichen Artefakte früherer Eigenständigkeit unangetastet und wurden noch bis zum Ende des Alten Reiches sorgsam gepflegt. Ausdruck dessen war auch die gerade unter Thilo mit fürstlicher Herrschaftssymbolik aufgeladene Hofhaltung am Bischofssitz Merseburg“:170

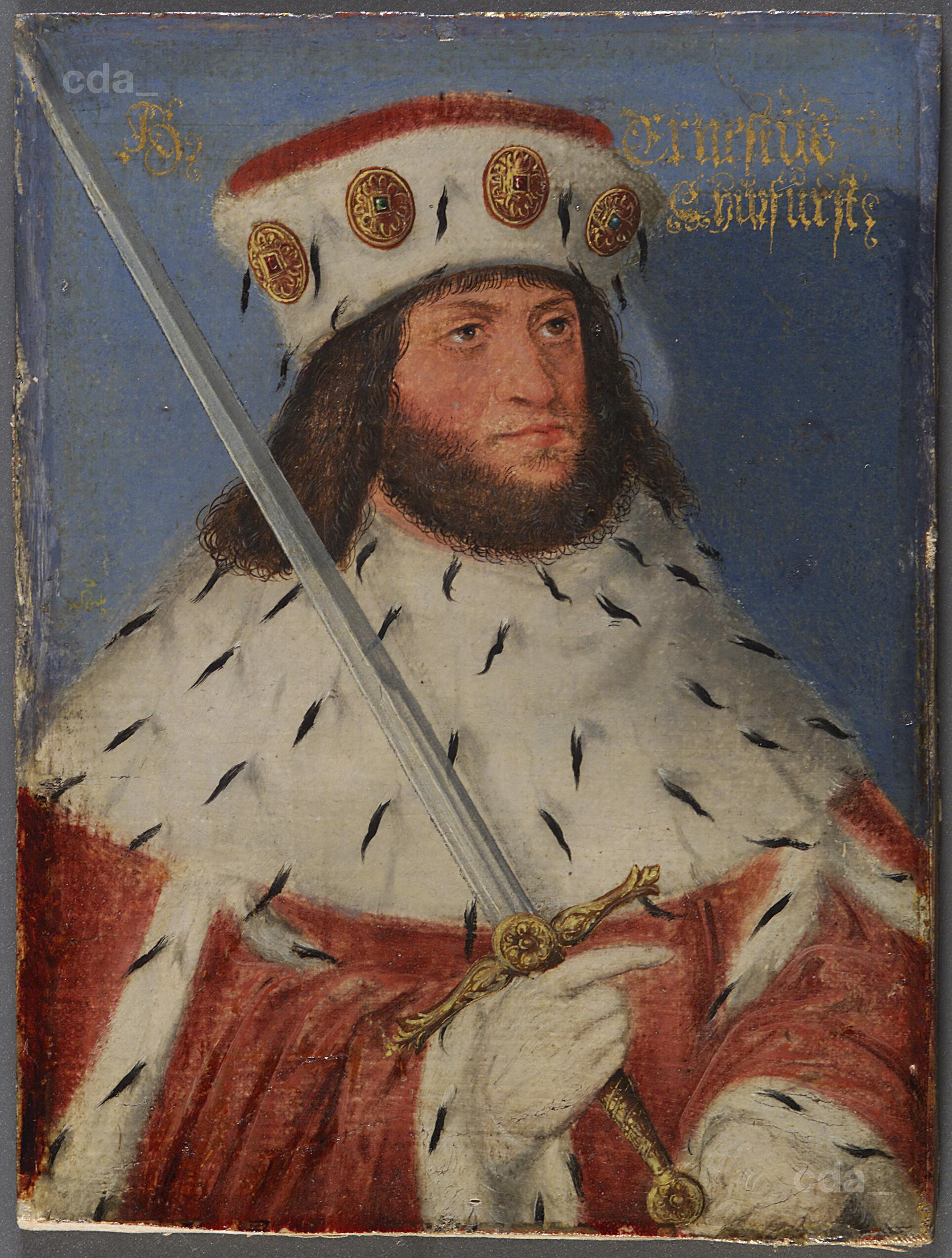
Kurfürst Ernst von Sachsen

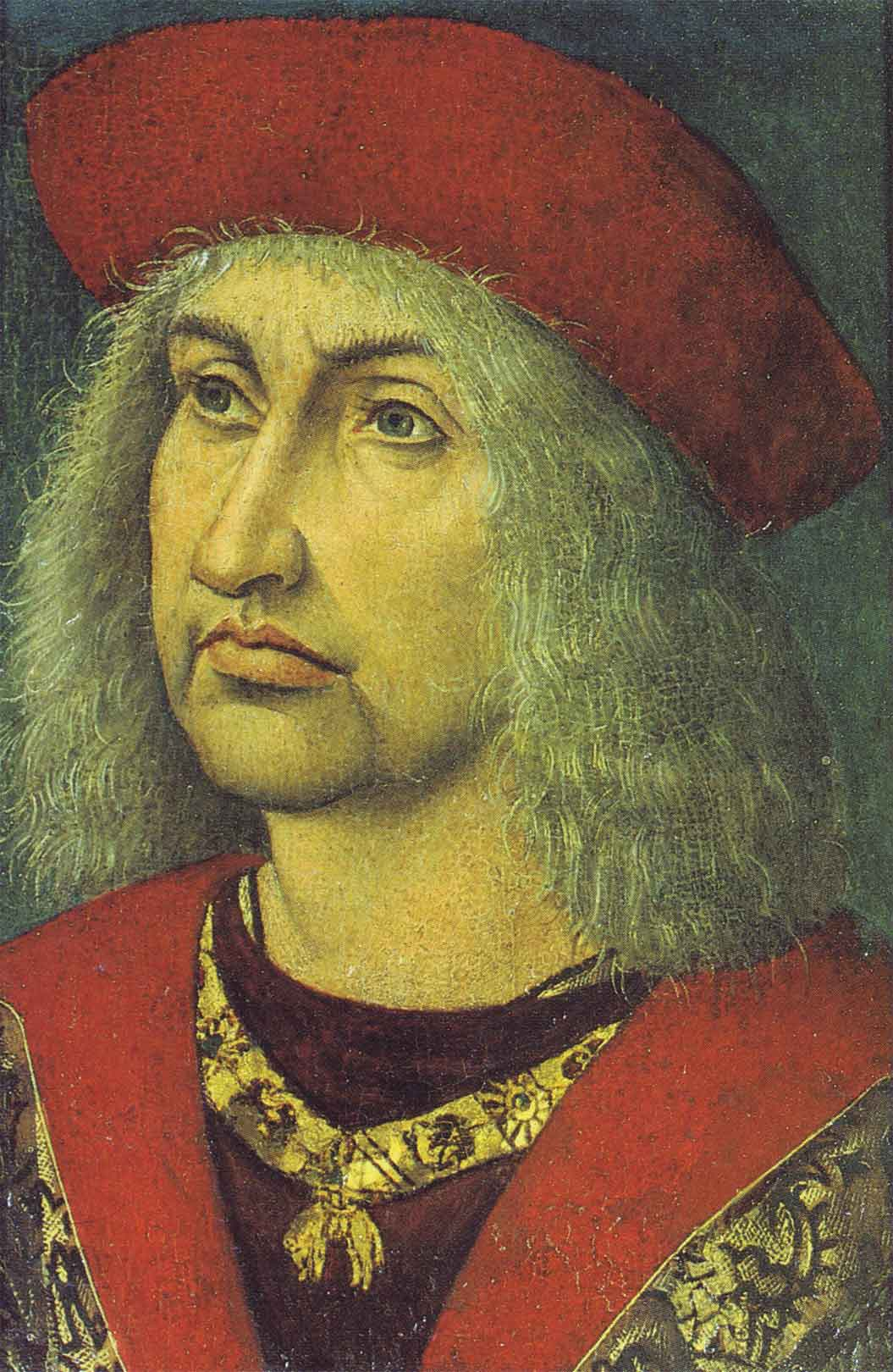
Herzog Albrecht von Sachsen

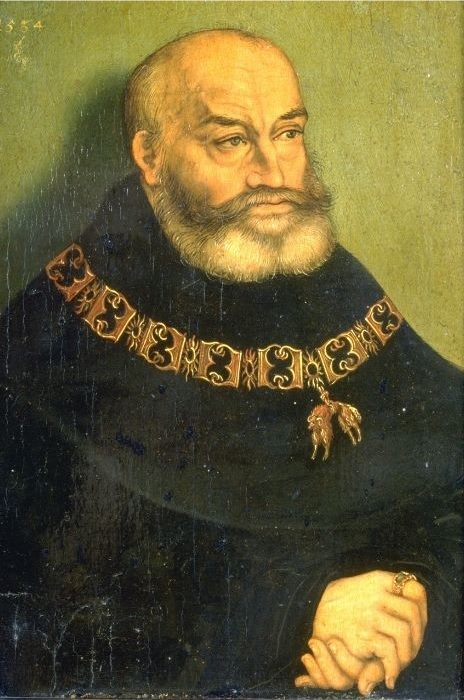
Herzog Georg der Bärtige

Die Schutzherrschaft über das Hochstift Merseburg übten zunächst Kurfürst Ernst von Sachsen und Herzog Wilhelm III. gemeinsam aus. Mit der Leipziger Teilung ging sie 1485 auf Herzog Albrecht von Sachsen über und danach auf dessen Sohn Georg den Bärtigen, dessen Taufpate Thilo 1471 war und der das Land de facto schon seit 1488 regierte.:182
Kurfürst Ernst und Herzog Albrecht waren Anfang der 1470er Jahre intensiv in das Ringen um die böhmische Königskrone nach dem Tod Georg von Podiebrads eingebunden, auf die sowohl der ungarische König Matthias Corvinus, als auch die polnischen Jagiellonen und wohl auch Herzog Albrecht selbst Anspruch erhoben. „In dieser spannungsgeladenen Situation hatten die Wettiner eine wichtige Vermittlerfunktion. Dafür waren sie auf humanistisch gebildete Räte angewiesen, die obendrein sofort als repräsentative Dignitäre zu erkennen waren. Dies erscheint als wichtiger Beweg- und Hintergrund für das außenpolitische Mitwirken des Merseburger Bischofs an kursächsicher Seite.“:179 Thilos Teilnahme an den Gesprächen zwischen Kurfürst Ernst und Matthias Corvinus im Herbst 1474 in Breslau, die den Waffenstillstand von Breslau vorbereiteten, ist belegt. Als 1482 in Brüx Verhandlungen der wettinischen Herzöge mit dem böhmischen König Vladislav II. stattfanden, nahm Bischof Thilo wiederum als diplomatischer Berater teil, denn es ging um noch offene finanzielle Forderungen Herzog Albrechts für die militärische Absicherung der böhmischen Königswahl von 1471. Weitere Themen der Verhandlungen waren die „Plauenschen Händel“ und der Streit mit Apel und Busse Vitzthum, die wegen ihrer Rolle im sächsischen Bruderkrieg des Landes verwiesen worden waren und sich in Böhmen niedergelassen hatten. Ein Ergebnis des Brüxer Treffens war die Erneuerung des 1459 geschlossenen Vertrags von Eger.:190–191
Die guten Beziehungen Bischof Thilos zu den Wettinern zeigten sich in verschiedenen Ehren- und Repräsentationshandlungen. Im Februar 1474 nahm Thilo im Gefolge von Kurfürst Ernst und Herzog Albrecht an der Hochzeit des pfälzischen Thronfolgers Philipp mit Margarete von Bayern in Amberg teil (Amberger Hochzeit). Dort traf er auch seinen Bruder Hans wieder.
1475 gehörte Thilo zum Gefolge der sächsischen Herzoginwitwe Margaretha, als diese die 14-jährige polnische Königstochter Hedwig auf der Reise zur Landshuter Hochzeit in Wittenberg empfing.
1478 ritt Bischof Thilo in dem von Herzog Albrecht angeführten Brautzug, der die Tochter Kurfürst Ernsts, Christina von Sachsen, an den dänischen Hof nach Kopenhagen begleitete.:183–185
Im November 1496 nahm Thilo an der prunkvollen Hochzeitsfeier von Herzog Georg und Barbara von Polen in Leipzig teil.:193
Einen sehr deutlichen Beweis seiner Loyalität gegenüber den Wettinern lieferte Bischof Thilo in der Auseinandersetzung um die Stadt Quedlinburg. Als die Herzöge Ernst und Wilhelm 1477 in Quedlinburg einfielen und die Stadt unter sächsische Schutzherrschaft brachten, stellte Thilo Truppen zur Verfügung. Der regionale Adel, mit dem Thilo sonst eng verbunden war, hielt sich dagegen weitgehend zurück.:181–183
Ein Höhepunkt in Thilos diplomatischem Dienst war die Teilnahme an der Romreise des Kurfürsten Ernst von Februar bis Mitte Juni 1480. Am 24. März empfing Papst Sixtus IV. die Reisegruppe in einer ehrenvollen Audienz. Wichtigstes Anliegen des Kurfürsten war es, die Bischofsstühle von Mainz und Halberstadt für seine Dynastie zu sichern. Nach dem Rücktritt des Halberstädter Bischofs Gebhard von Hoym hatte das Domkapitel 1479 Ernst II. von Sachsen, den dreizehnjährigen Sohn des Kurfürsten Ernst, zum Administrator von Halberstadt gewählt. In den vorausgegangenen Verhandlungen hatte Kurfürst Ernst dem Bistum beträchtliche finanzielle Zusagen gemacht. Da Ernst aber bereits seit 1478 Administrator des Erzbistums Magdeburg war, benötigte er für diese kirchenrechtlich unzulässige Pfründenhäufung einen päpstlichen Dispens. Diesen Dispens erhielt Kurfürst Ernst unmittelbar nach seiner Ankunft in Rom vom Papst. (Bischof Thilo weihte den zweifachen Administrator 1485 zum Priester und 1489 zum Bischof.)
In der Mainzer Angelegenheit konferierte Kurfürst Ernst mehrfach mit dem Papst: 1479 war es dem Kurfürsten gelungen, seinen 1467 geborenen Sohn Adalbert im Mainzer Domkapitel zu platzieren und noch kurz vor Reiseantritt zum Koadjutor mit Nachfolgerecht wählen zu lassen. Die Verhandlungen waren erfolgreich, im Januar 1481 ernannte der Papst Adalbert zum Koadjutor von Mainz, nach dem Tod des Erzbischofs Diether von Isenburg wurde er 1482 zum Administrator gewählt. Zum Erzbischof konnte er noch nicht geweiht werden, da er das kanonische Alter noch nicht erreicht hatte, doch starb er 1484 noch vor der Weihe.:186–187
Thilo verfolgte auf seiner Romreise auch ein eigenes Anliegen: Der Streit mit dem ehemaligen Abt des Merseburger Petersklosters wurde inzwischen in dritter Instanz vor dem päpstlichen Gericht verhandelt. In einem früheren Verfahrensstadium soll Thilo sogar exkommuniziert worden sein. Kurfürst Ernst vermittelte nun einen Vergleich mit dem ebenfalls an der Kurie anwesenden Abt.:287
Thilo betonte zwar gern und oft die Reichsunmittelbarkeit seines Hochstifts und wehrte sich erbittert gegen Eingriffe in seine Rechte. Wenn aber der Kaiser von den reichsunmittelbaren Fürsten militärische Unterstützung verlangte, verwies Thilo gern auf seinen Schutzherrn. 1482 wurde er wegen ausgebliebener Hilfe gegen den ungarischen König Matthias Corvinus vor den Kaiser geladen. Als Kaiser Maximilian 1499 Unterstützung in Friesland forderte, bestand Thilo darauf, die Hilfe nicht allein zu leisten, sondern nur gemeinsam mit dem Aufgebot der Wettiner.:43
Als Reichsbischof hatte Thilo von Trotha das Recht, bei Reichstagen auf der geistlichen Bank Platz zu nehmen, doch scheute er den hohen Aufwand für solche Reisen und nahm nur 1481 und 1491 die Gelegenheit wahr, im Gefolge der sächsischen Herzöge zu reisen.
Es muss als politische Leistung Thilo von Trothas und als Ausdruck seiner auf Ausgleich bedachten Persönlichkeit gesehen werden, dass die inneren Spannungen zwischen traditioneller Eigenständigkeit und dem wettinischen Herrschaftsanspruch in der Schwebe gehalten werden konnten und nicht zu einem offenen Konflikt führten wie 1502 im Bistum Meißen.:170 Der dortige Bischof Johann VI. von Saalhausen hatte den Herzog nicht mehr als übergeordnete Gerichtsinstanz anerkannt und wettinische Steuereinnahmen in Dörfern des Hochstifts Meißen behindert, ebenso bestritt er seine Pflicht zur Heerfolge und die wettinische Münzhoheit. Herzog Georg behandelte den Bischof wie einen ungehorsamen Vasallen und setzte alle Machtmittel ein, um deutlich zu machen, dass der Bischof ein nachgeordneter Landsasse sei. Bischof Thilo machte 1508 einen Vermittlungsversuch, doch der Konflikt endete erst 1511 mit der Bitte des Meißner Bischofs um Entschuldigung und Anerkennung der wettinischen Schutzherrschaft.:134:160–166

### Thilo von Trotha als weltlicher Herrscher
Das Herrschaftsgebiet des Bischofs, das Hochstift Merseburg, umfasste sieben Städte und etwa 230 Dörfer, deren Größe zwischen fünf und 30 Hofstellen variierte. Es war durchsetzt mit Rechten anderer geistlicher Einrichtungen sowie adliger und bürgerlicher Familien. Im Lehnsverzeichnis waren allein 77 von Frondiensten befreite Sattelhöfe verzeichnet. Dennoch war das Hochstift Merseburg wesentlich geschlossener als die benachbarten Hochstifte Meißen und Halberstadt. Seit dem 14. Jahrhundert war es in vier Ämter gegliedert, denen die lokale Verwaltung und Gerichtsbarkeit oblagen. Die Festsetzung von Steuern war nicht mehr in der Hand des Bischofs. Bei der Erhebung der Türkensteuer hatte der Kurfürst 1481 unmissverständlich klargemacht, dass die Steuerhoheit auch im Merseburger Stiftsgebiet bei ihm lag.:188–189 1482 übernahm Thilo die wettinische Landesordnung und vollzog damit den Anschluss an das wettinische Steuer- und Münzwesen. Die Ständeversammlungen des Hochstifts hatte nur noch die Beschlüsse der wettinischen Landtage umzusetzen. Etwa ein Viertel der eingenommenen Steuern verblieb jedoch beim Bischof.
Thilo übernahm das Hochstift von seinen Vorgängern schuldenfrei. Wie die Merseburger Bischofschronik berichtet, „soll dieser Bischof, als er starb, großen Vorrat an Getreide, Wein, Geld, große Schätze und allerlei Hausrat hinterlassen haben“, und er soll das Vermögen des Hochstifts um 60.000 Gulden bereichert haben.
Über die Wirtschaftskraft des Hochstifts geben Urkunden aus dem Jahr 1580 Auskunft (ältere Urkunden liegen nicht vor): Geld- und Naturalabgaben, Einkünfte aus der Waldwirtschaft und der Gerichtsverwaltung erbrachten insgesamt 26.728 Gulden.:201
Bischof Thilos Wirtschaftspolitik war darauf gerichtet, die traditionellen Einnahmen durch Erwerb von Gütern und Effektivierung der Ämter zu steigern. Die zahlreichen Urkunden und Amtsbücher, die aus seiner Regierungszeit erhalten sind, zeugen von einer zunehmenden Verschriftlichung und einer genaueren Verwaltungstätigkeit.
Bischof Thilo kaufte verlehnte Güter und ganze Dörfer zurück. Mit dem Rückkauf herrschaftlicher Güter war die politische Absicht verbunden, den Adel aus dem Hochstift zu verdrängen. Andere Adelige des Stiftsgebietes band er durch die Vergabe von Darlehen („Jahreszinsverkäufe“) enger an sich.:209
Von strategischer Bedeutung im Hinblick auf das mächtige und wirtschaftlich starke Halle war der Erwerb der Burg Schkopau um 1470, mit der dann Thilos Bruder Klaus belehnt wurde. Die Erwerbungen im Amt Lauchstädt dienten der Festigung des Hochstifts Merseburg gegen Ansprüche der Grafen von Mansfeld, was nicht ohne Streitigkeiten abging. Zur Abrundung und Verdichtung des hochstiftlichen Besitzes erwarb Thilo um 1500 sechs Dörfern im Amt Merseburg und zahlte dafür 3.000 Gulden an Herzog Georg.
In den 1480er Jahren wurde Land erworben, um neue Teiche anzulegen und den Gotthardteich zu vergrößern, die Fische waren jedoch nicht für den Markt, sondern für die bischöfliche Tafel bestimmt. In die gleiche Zeit fällt der vermehrte Erwerb von Waldungen, die Bau- und Brennholz vor allem für den großen Bedarf der Hallenser Salzsieder lieferten.:201–206 Für dauerhafte Erwerbungen (Ewigkäufe) und zeitlich befristete Wiederkäufe wendete Bischof Thilo in seiner Regierungszeit etwa 100.000 Gulden auf, 75.000 Gulden allein in den letzten 15 Jahren.:206
Merseburg gehörte im 15. und 16. Jahrhundert zu den bedeutendsten Getreidemärkten Mitteldeutschlands. Der Getreidehandel scheint einen wesentlichen Teil der bischöflichen Einnahmen ausgemacht zu haben. Dies erklärt möglicherweise, warum die Naturalabgaben beibehalten und nicht, wie in anderen Territorien zu dieser Zeit bereit zu beobachten, durch Geldzahlungen abgelöst wurden. Thilo förderte den Getreideanbau, indem er die Frondienste reduzierte. Zur Verarbeitung ließ er Wassermühlen, die meist in seinem Besitz waren, reparieren und neue errichten.:211–213
Eine wichtige Einnahmequelle waren die Geleitsgebühren, die durchreisende Fuhrleute entrichten mussten. Das Hochstift Merseburg profitierte von seiner günstigen Lage zwischen dem Mansfelder Land (Kupfer- und Silberbergbau), Naumburg, Halle (Salzhandel) und Leipzig (seit 1497 Reichsmesse). Thilo ließ neue Geleitstellen einrichten und alte wiederbeleben. Mitte der 1470er Jahre erwarb er das zwischen Halle und Mansfeld günstig gelegene Bennstedt und richtete dort 1476 eine Zollstelle ein. Thilos Geleitsforderungen in Teutschenthal führten zu Auseinandersetzungen mit dem Magdeburger Erzbischof, die erst durch Vermittlung von Kurfürst Ernst und Herzog Albrecht beigelegt werden konnten. Wie wichtig dem Bischof die Geleiteinnahmen waren, zeigt die Härte, mit der er gegen Widerstände vorging.:214–216
Um 1500 gewährte Bischof Thilo dem wettinischen Herzog Georg mehrere große Kredite, die juristisch als Wiederkäufe gestaltet waren: Thilo erhielt auf bestimmte Zeit Dörfer, Städte oder Ämter, deren Erträge ihm zustanden, bis der Herzog sie zurückkaufte. So 1505 ein Jahreszinskauf für 12.000 Gulden beim Leipziger Rat, 1513 wurde das Amt Rochlitz für 10.000 Gulden an Thilo verkauft. Noch unter Thilo wurde der Pfandkauf des thüringischen Amtes Weißensee ausgehandelt, das nach Thilos Tod für 33.000 Gulden auf vier Jahre an Thilos Nachfolger ging. Herzog Georg kaufte alle Pfänder wieder zurück. Bemerkenswert ist, dass diese großen Geldgeschäfte in die Jahre der umfangreichen Baumaßnahmen an Dom und Kapitelhaus fielen.:207

## Bautätigkeit

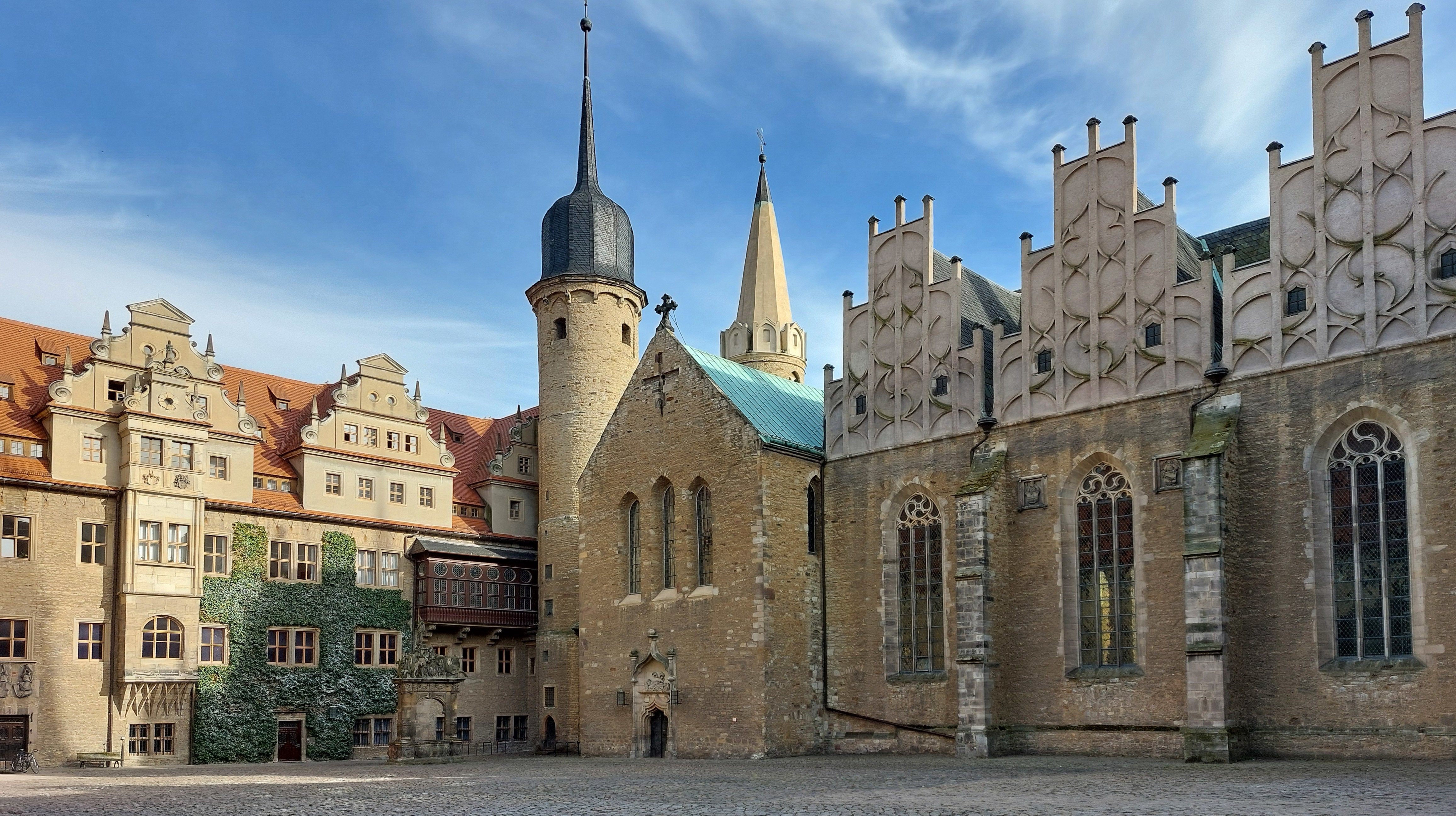
Merseburg Ostflügel des Schlosses und Nordseite des Doms

Thilo entfaltete in den 48 Jahren seiner Amtszeit eine rege Bautätigkeit, die das Ziel hatte, „die Rolle und Unabhängigkeit und damit auch jene Unantastbarkeit des Bistums Merseburg als kaiserliche Gründung deutlich zu machen und durchzusetzen.“:261 Thilo war Bischof eines Bistums, dessen Geschichte auf die Kaiser Otto I. und Heinrich II. zurückging, aber seine Stellung als Reichsbischof war nur noch formal und bedeutete keine wirkliche Macht mehr. „Seit dem späten 14. Jahrhundert musste sich das Bistum Merseburg auf die Schutzherrschaft der Markgrafen von Meißen stützen, um der aggressiven Bistumspolitik Karls IV. und seines Sohnes Wenzel etwas entgegenzusetzen, die danach strebten, möglichst viele Bistümer des Reiches mit eigenen Kandidaten zu besetzen. … Das Bistum Merseburg drohte im 15. Jahrhundert zwischen diesen machtpolitischen Interessen zerrieben zu werden. Es stand um 1500 zu befürchten, dass nach dem Tod Thilos möglicherweise auf Betreiben des ehrgeizigen Erzbischofs Ernst II. von Wettin und/oder des wettinischen Kurfürsten von Sachsen die Eigenständigkeit des Bistums stark beschnitten werden könnte.“:261
Um sich als mächtiger Reichsfürst zu präsentieren, ließ Thilo anstelle der alten Bischofsresidenz ein großzügiges Bischofsschloss errichten. In den 1470er Jahren wurde zunächst die alte Residenz abgerissen, 1483 war der Ostflügel des neuen Schlosses fertiggestellt (Wappen und Inschrift an der nördlichen Giebelwand „Thilo de Trotha episcopus Merseburgensis anno domini MCCCCLXXXXIII“), 1489 der Nordflügel und um 1500 der Westflügel. „Der weiträumige Schlosshof gehört zu den großzügigsten Anlagen dieser Art.“ Den vierten Flügel der Schlossanlage bildet der Dom. Bei der Errichtung des neuen Langhauses ab 1510 erhielt der Dom Ziergiebel, um ihn dem Schloss anzugleichen.
Schon bald nach Beginn des Schlossbaus, entschied sich Bischof Thilo, seine Grablege in der nördlichen Kapelle im Querhaus des Doms einzurichten. Sie lag damit im ältesten und reichsrechtlich bedeutendsten Teil der Kirche, zwischen den Grabmalen Thietmars von Merseburg und des Gegenkönigs Rudolf von Schwaben. An den nördlichen Chorschranken, hinter seiner Tumba, ließ Thilo zudem die gesamte Reihenfolge der Merseburger Bischöfe als seine Ahnenreihe abbilden. „Die ungebrochene Genealogie signalisierte jedem Betrachter den … unantastbaren Anspruch der Merseburger Bischöfe an diesem Ort und damit auf das gesamte Bistum.“:256 Am nördlichen Abschluss des Querhauses wurde als Zugang vom Schloss zur Grabkapelle 1504/05 ein Portal eingebaut, das im Tympanon den Traum Jakobs von der Himmelsleiter und darunter das Trotha-Wappen zeigt. Dadurch wurden Schloss und Kirche zu einer untrennbaren Einheit.:259
1510 begann der Umbau des Merseburger Doms. Das aus dem frühen 11. Jahrhundert stammende basilikale Langhaus wurde abgerissen, und an seiner Stelle ein dreischiffiges spätgotisches Langhaus errichtet. Mit diesem Bauprojekt, das Thilo im Wesentlichen aus Eigenmitteln finanzierte, wollte er an den kaiserlichen Gründungsgedanken und das Bauprogramm Thietmars anknüpfen und sich selbst zum zweiten Gründer des Merseburger Doms machen.:261 Ein auffälliges Merkmal dieser Bau- und Ausstattungsarbeiten am Dom ist die wiederkehrende Kaiserikonografie.:253 Thilo hatte Heinrich II. zum Schutzheiligen des Bistums erhoben. Am Dom ist er mindestens zehnmal dargestellt. Das spätgotische Hauptportal von 1515 an der Westseite zeigt im Portalscheitel die Büste Kaiser Heinrichs II. mit dem Kirchenmodell in der rechten Hand. Kunsthistoriker sehen darin ein Zeichen des Kaiser-Heinrich Kults im Zusammenhang mit den Reichsunmittelbarkeitsbestrebungen Thilo von Trothas, die sich gegen die Mediatisierungsbestrebungen der sächsischen Herzöge richteten. Am mittleren Fenster der nördlichen Langhauswand ließ Thilo noch vor der Dachdeckung zwei Reliefplatten anbringen: Kaiser Heinrich II. präsentiert das Bistumswappen und ein Engel hält das Wappen Thilo von Trothas mit dem Raben. Die Abfolge der Schlusssteine im Mittelschiff verdeutlicht noch einmal den Stiftungsgedanken Thilos als zweiter Gründer: Von Osten beginnend sind die kirchlichen Hauptpatrone der Kirche, Johannes der Täufer und Laurentius von Rom, zu sehen, gefolgt von Heinrich II. als Gründer und Bistumspatron. An vierter Stelle folgt das Bischofswappen Thilo von Trothas.:262–263 Das Trotha-Wappen taucht bereits an einer Ecke des Johannesschlusssteins auf.:106–109
Auch der Ausbau der Bischofskapelle zur Bischofsgruft, die Erneuerung des Ost- und Südflügels des Kreuzgangs sowie die Erweiterung des südlich gelegenen Kapitelhauses werden Thilo zugeschrieben.

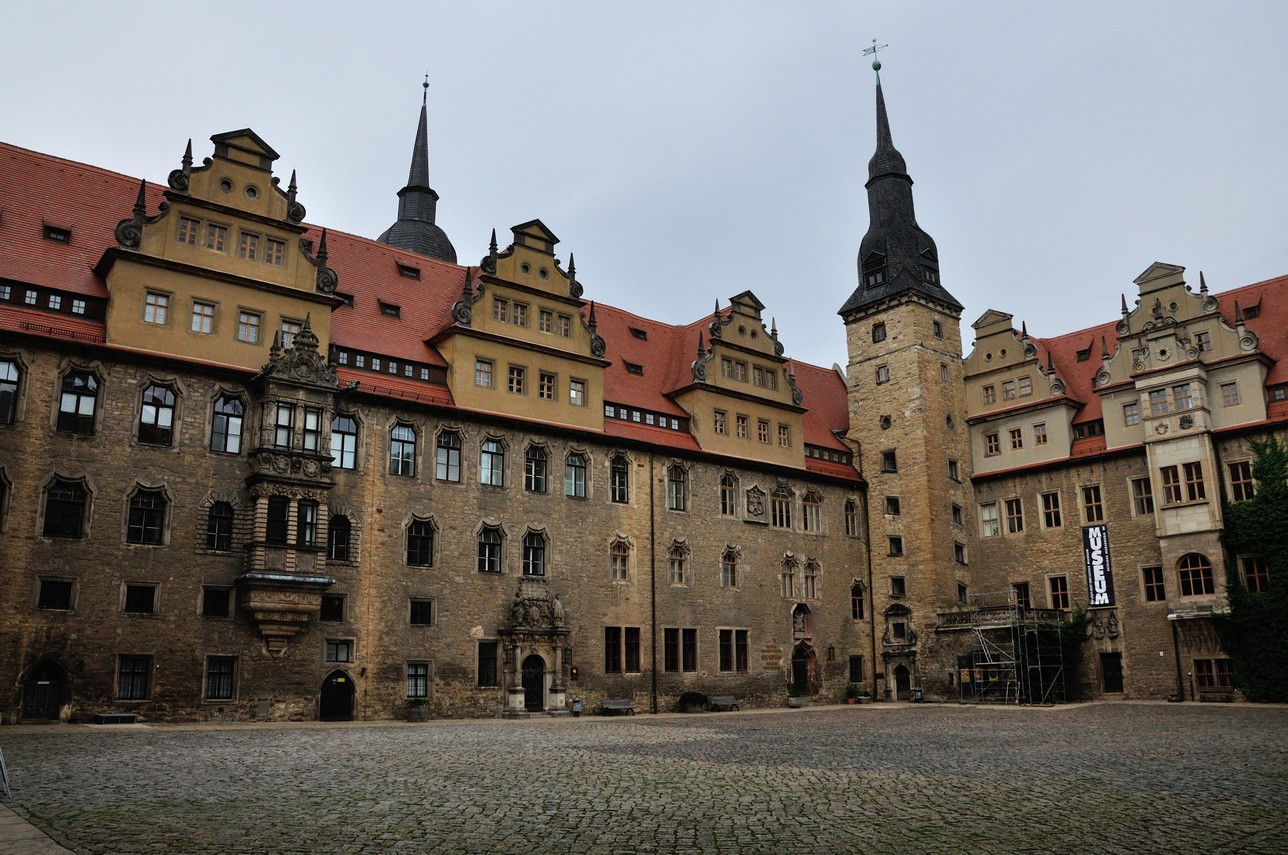
Merseburger Schloss
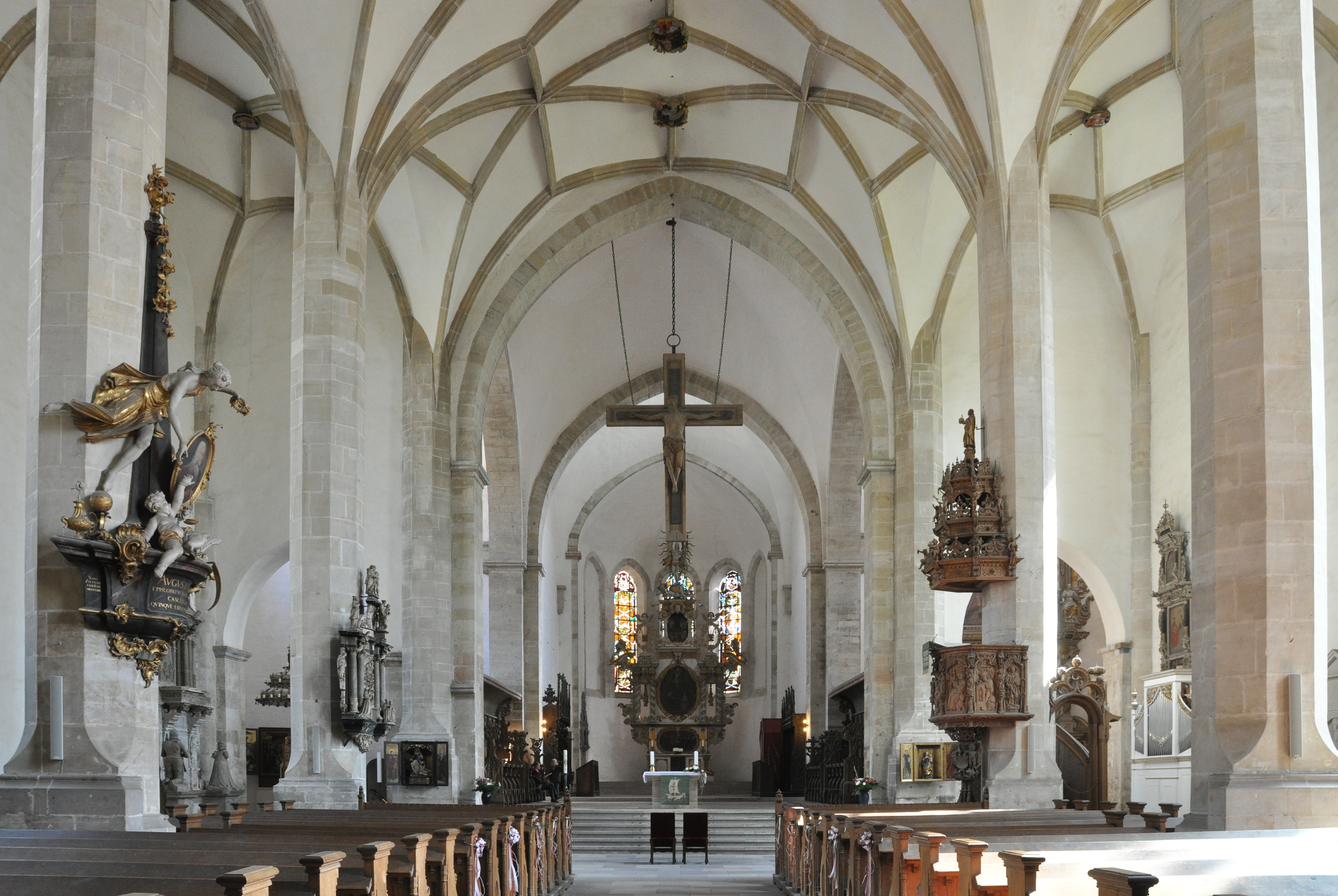
Merseburger Dom, Mittelschiff nach Osten
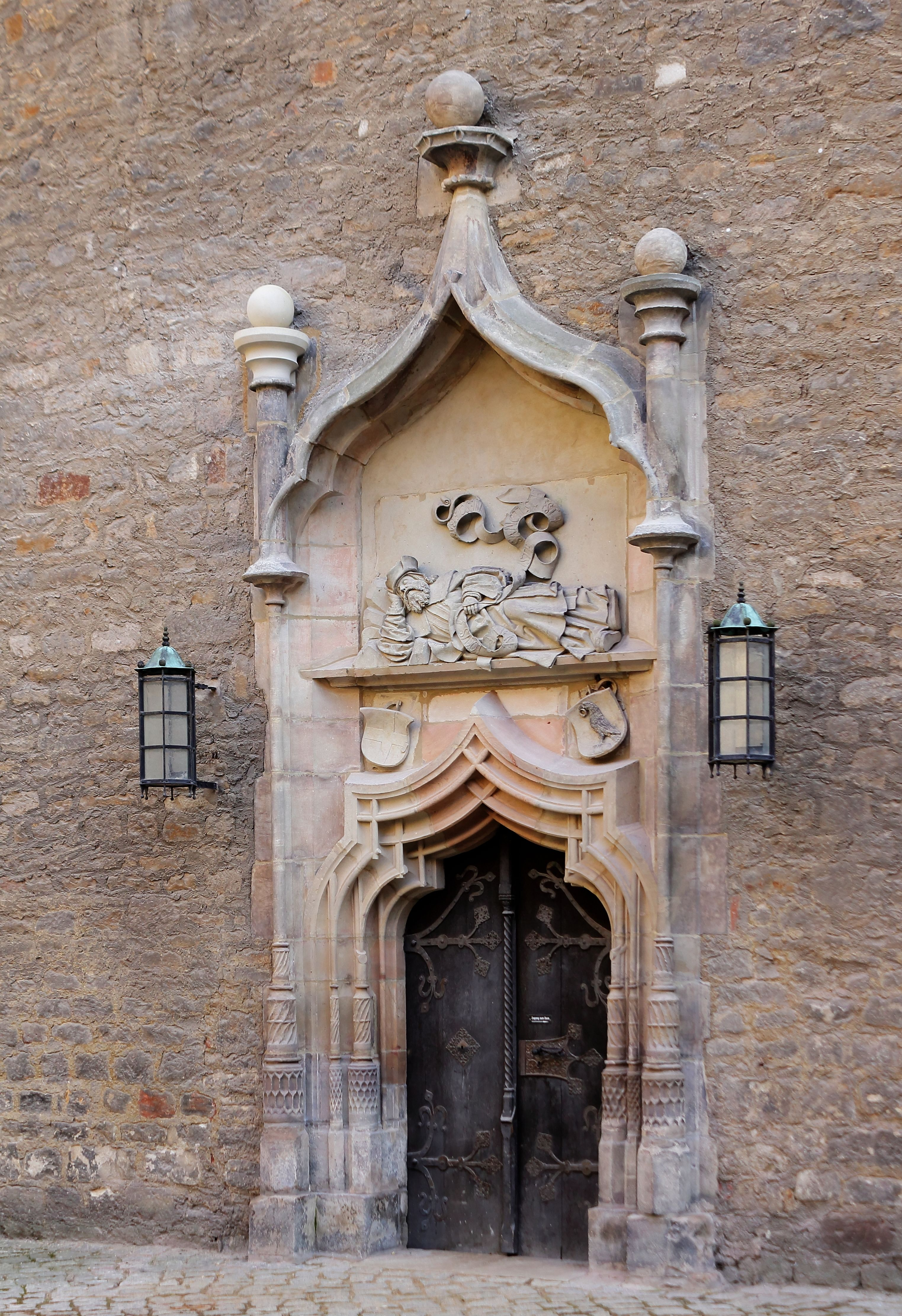
Nördliches Querhausportal
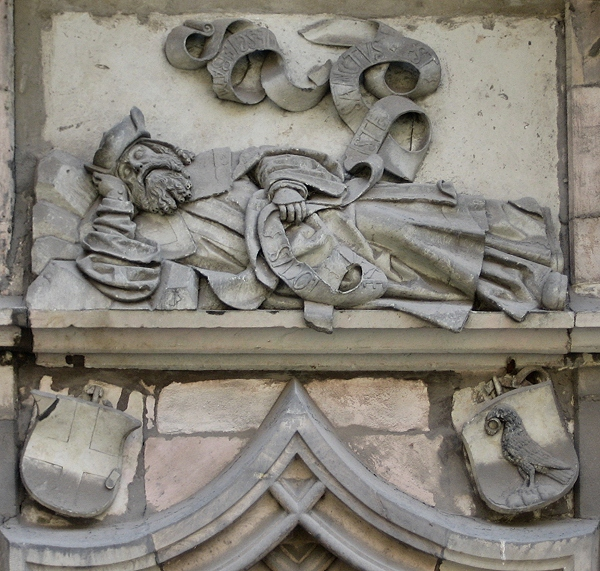
Tympanon des Querhausportals
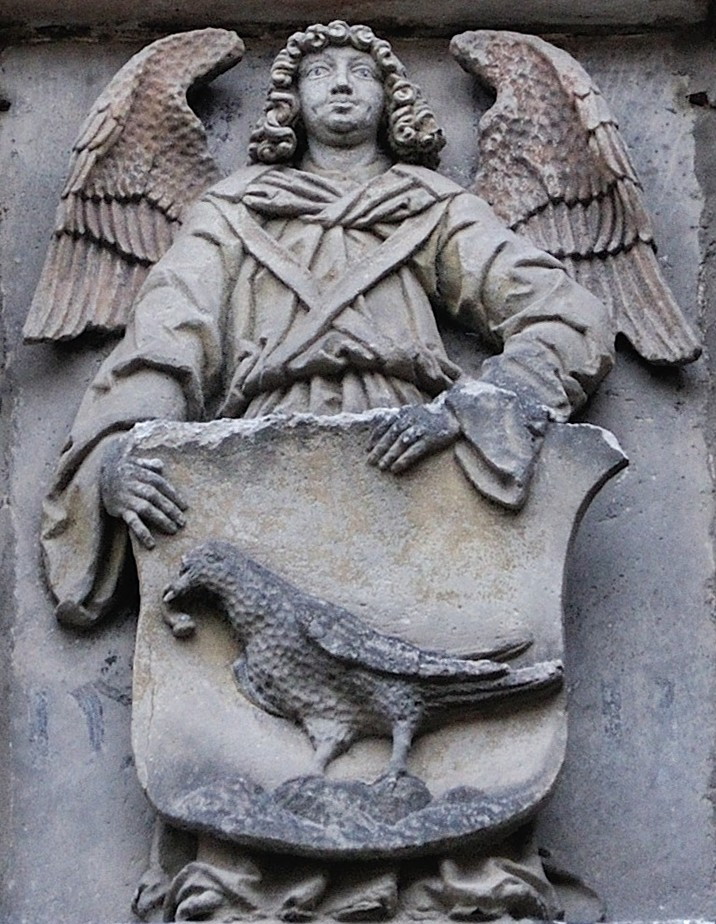
Engel mit Wappen am nördlichen Langhaus
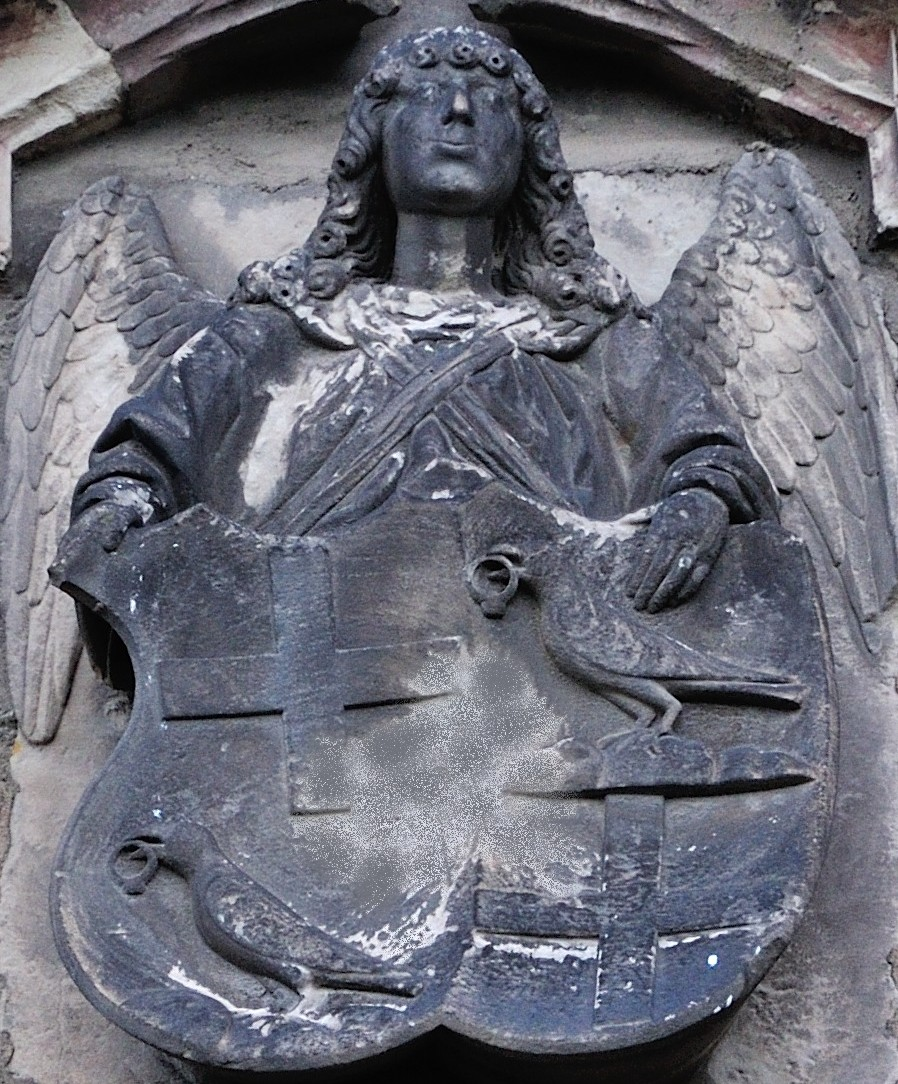
Wappen
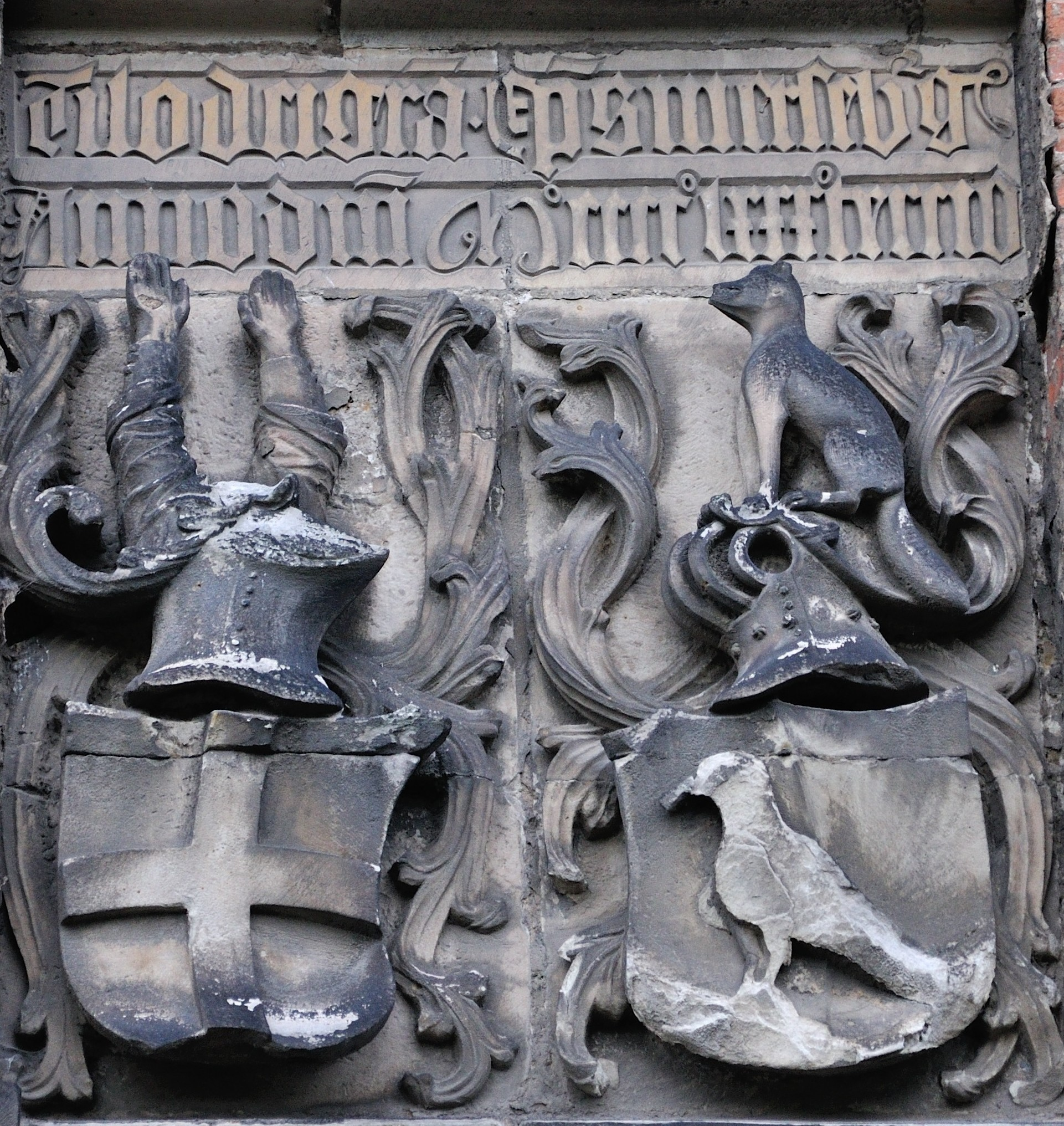
Wappen am Ostflügel des Schlosses
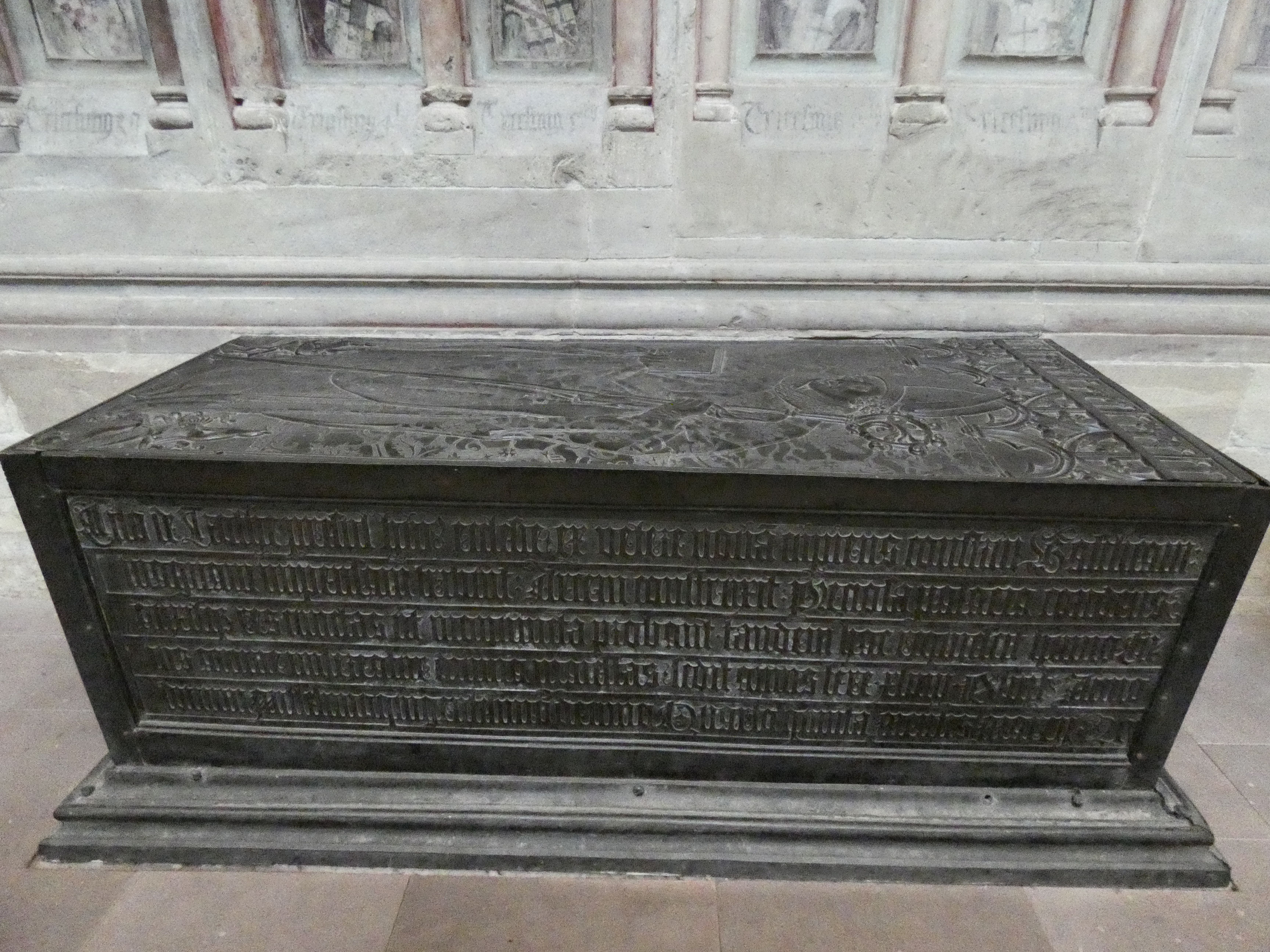
Tumba Thilos von Trotha im Merseburger Dom

## Tod und letzte Ruhestätte
Bischof Thilo verstarb am 5. März 1514 zu Merseburg in Gegenwart seines Koadjutors und Nachfolgers Adolf von Anhalt. Dieser berichtet am 6. März 1514 seinem Bruder, gestern zur Vesper sei Thilo verstorben, er habe Bischof Thilo als starken Mann erlebt, der allerdings schreiend und mit großen Schmerzen gestorben sei, am folgenden Tag solle er bestattet werden.:187 Seine letzte Ruhe fand Bischof Thilo in dem von ihm zur Grabkapelle bestimmten nördlichen Querhausflügel des Merseburger Domes, wo sich bereits die Grablegen der ältesten Merseburger Bischöfe befanden, insbesondere das Grabmal des ersten Bischofs Thietmar von Merseburg. Thilos Grabdenkmal besteht aus einem vergoldeten Epitaph an der Ostwand und einer bronzenen Tumba vor der nördlichen Chorschrankenwand, beide wohl aus der Werkstatt Peter Vischers des Älteren. Auf dem um 1495 entstandenen Epitaph kniet Bischof Thilo betend vor dem Gnadenstuhl. Die Deckplatte der Tumba mit der lebensgroßen Figur des Bischofs im Ornat, in der rechten Hand ein Buch haltend, in der linken den Bischofsstab, neben den Füßen sein Amts- und sein Familienwappen, wurde schon um 1476 geschaffen. Die Seitenwände der Tumba entstanden erst nach dem Tod des Bischofs, an den Schmalseiten Engelreliefs und vorn eine große Schriftplatte, die die Leistungen des Verstorbenen preist::220

„Thilo von Trotha. Bischof dieser Kirche, wünschte aus der alten eine neue Basilika zu bauen und trug dazu mit hohem Kostenaufwand bei. Er errichtete das Schloß und gründete prächtige Paläste und bereicherte alle Dinge, wie Denkmäler erweisen. Nun ruht er in dieser Erde. Seiner Seele erbarme sich die göttliche Majestät. Er regierte fast 48 Jahre und starb am 5. des Monats März im Jahre des Herrn 1514. Amen.“

„Thilo aus der Familie Trotha, ein Mann von Geist, Mut und Verstand … Er war klug, voll verständiger Überlegung und wunderbarer Einsicht, in geistlichen Dingen eifrig, in weltlichen tätig und vorsichtig und seines weithingehenden Rufes würdig. Er sah sehr wohl, daß Tüchtigkeit aus drei Dingen besteht. Das eine ist, wohl zu durchschauen, was in jeder Sache wahr und richtig ist, was jedem angemessen ist, was die Folge sein wird etc. Das zweite ist, stürmische Gemütsbewegungen zu bändigen, Leidenschaften der Vernunft zu unterwerfen. Das Dritte ist, mit denen, die mit uns zusammen leben, mit Mäßigung und Klugheit zu verkehren. Denn durch Sie haben wir alles, was die Natur fordert, reichlich und vollkommen. Durch sie sollen wir Schlimmes, das uns zustößt, abwehren, rächen, die bestrafen, welche uns zu schaden versuchten, soweit es Gerechtigkeit und Menschlichkeit zulassen.“

## Sonderausstellung im Jahr 2014
Im Jahr 2014 jährte sich der Todestag Thilo von Trothas zum 500. Mal. Aus diesem Anlass gaben die Vereinigten Domstifter zu Naumburg, Merseburg und des Kollegiatstifts Zeitz die Sonderausstellung Thilo von Trotha – Merseburgs legendärer Kirchenfürst in Auftrag. Die Ausstellung fand vom 10. August bis zum 2. November 2014 in den von Thilos Bautätigkeit geprägten Teilen des Merseburger Dom-Schloss-Ensembles statt: Schloss, Dom, Klausur und Kapitelhaus. Sie zeigte die kulturellen, politischen und wirtschaftlichen Leistungen des Bischofs anhand von 150 wertvollen Exponaten aus ganz Europa, die mit dem Leben Thilos in Verbindung stehen. Ein reich bebilderter Ausstellungskatalog beschreibt die Objekte und erläutert die historischen Zusammenhänge.
Zum Begleitprogramm der Ausstellung gehörte die Tagung „Bischof Thilo von Trotha (1466 – 1514). Merseburg und seine Nachbarbistümer im Kontext des ausgehenden Mittelalters“, die sich vom 16. bis 18. Oktober 2014 den Themen „Bischof und Bistümer“, „Thilo von Trotha: Fürst – Familie – Hochstift“, „Thilo von Trotha: Bischof und Dözese“ sowie „Der Merseburger Dom unter Bischof Thilo von Trotha“ widmete.

## Die Rabensage

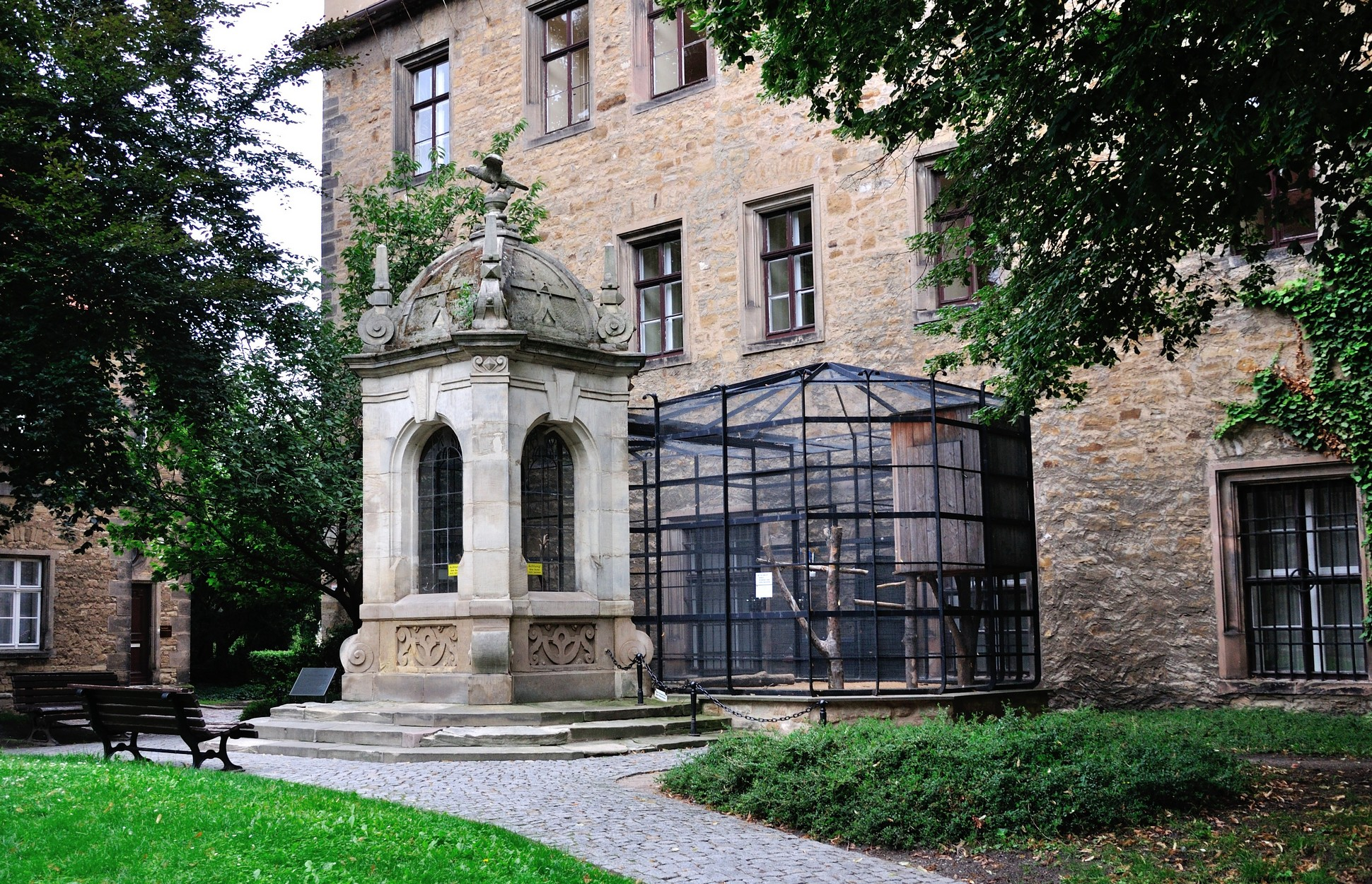
Rabenkäfig und Voliere am Merseburger Schloss

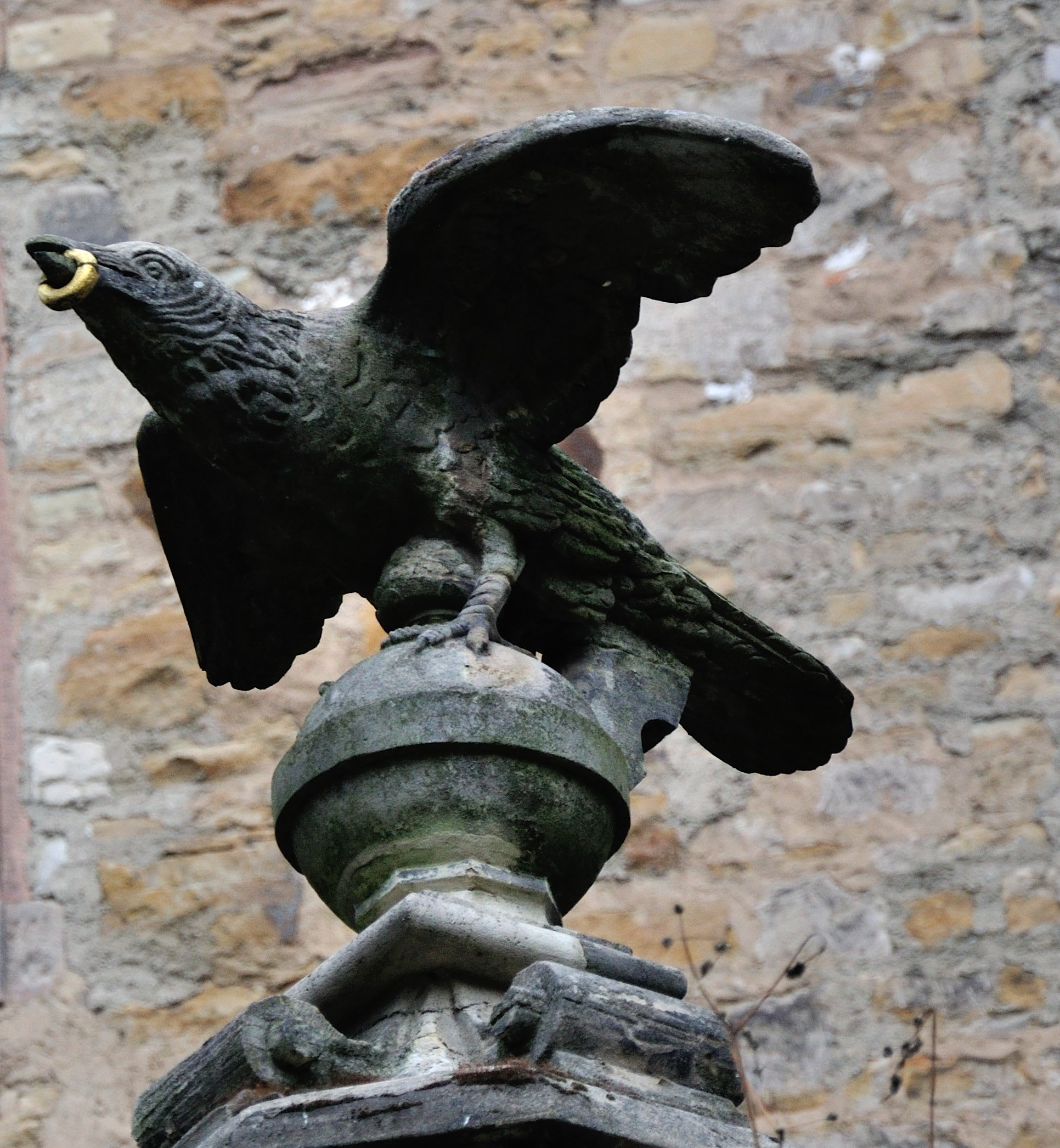
Rabenkäfig, Detail

Obwohl das Wappen der Familie von Trotha schon vor Thilos Zeit einen Raben zeigte, bezog der Merseburger Gymnasialdirektor Georg Möbius (1616–1697) in seiner Chronik die Merseburger Rabensage auf Thilo. Nach dieser Sage, die in verschiedenen Varianten überliefert ist, ließ der Bischof seinen langjährigen treuen Kammerdiener Johann wegen des Verlusts eines goldenen Petschierrings, der nur durch Diebstahl zu erklären war, hinrichten, obwohl dieser seine Unschuld beteuerte. Einige Jahre später fand ein Schieferdecker den Ring im Horst eines Raben nahe einem Domturm wieder. Bestürzt über seinen unverzeihlichen Fehler soll Thilo zur Warnung vor übereilten Urteilen die Errichtung eines Vogelkäfigs im Schlosshof verfügt haben, in dem stets ein Rabe zu halten sei. Über die Jahrhunderte wurde der Käfig immer wieder erneuert und im Jahr 2006 um eine geräumige Voliere erweitert, in der heute ein Rabenpaar lebt. Der Sagenstoff wurde in Dichtung, Prosa und bildender Kunst vielfach aufgegriffen. Zahlreiche Siegel und Wappen oder das Merseburger Notgeld zeugen von der Wirkmächtigkeit der Rabensage.